# Жан Жироду
Іполит-Жан Жироду (фр. Hippolyte Jean Giraudoux; 29 жовтня 1882 — 31 січня 1944) — французький новеліст, есеїст, драматург і дипломат.

## Біографія
Народився 29 жовтня 1882 року у Верхньій В'єнні в сім'ї інженера, дитинство і юність провів в провінції Лімузен. Вчився в Німеччині (де познайомився в Мюнхені з Франком Ведекіндом) і в США. Був на дипломатичній службі. Учасник Першої світової війни.
Кавалер ордену Почесного легіону. У 1928 році познайомився і подружився з Луї Жуве, який поставив багато його п'єс.
Помер 31 січня 1944 року в Парижі.

### Романи і новели
- 1909 — «Провінціалки» / Provinciales
- 1910 — «Жак-Егоїст» / Jacques l'Egoïste
- 1911 — «Школа байдужих» / L'École des indifférents
- 1917 — Lectures pour une ombre
- 1918 — Simon le Pathétique
- 1919 — Elpénor
- 1919 — Amica America
- 1920 — Adorable Clio
- 1921 — «Сюзанна-острів'янка» / Suzanne et le Pacifique
- 1922 — «Зігфрід і Лімузен» / Siegfried et le Limousin, роман[4]
- 1924 — Juliette au pays des hommes
- 1926 — «Белла» / Bella
- 1927 — «Еглантіна» / Églantine
- 1930 — Aventures de Jérôme Bardini
- 1932 — La France sentimentale
- 1934 — Combat avec l'ange
- 1939 — Choix des élues
- 1958 — «Брехуха» / La Menteuse (опубліковано посмертно)

### П'єси
- 1928 — «Зігфрід» / Siegfried
- 1929 — «Амфітріон-38» / Amphitryon 38
- 1931 — «Юдіт» / Judith
- 1933 — «Інтермеццо» / Intermezzo
- 1934 — Tessa, la nymphe au cœur fidèle
- 1935 — «Троянської війни не буде» / La guerre de Troie n'aura pas lieu
- 1935 — Supplément au voyage de Cook
- 1937 — L'Impromptu de Paris
- 1937 — «Електра» / Électre
- 1938 — Cantique des cantiques
- 1939 — Ondine
- 1942 — L'Apollon de Bellac
- 1943 — «Содом і Гоморра» / Sodome et Gomorrhe
- 1945 — «Безумна із Шайо» / La Folle de Chaillot
- 1953 — Pour Lucrèce
- 1958 — Les Gracques
- 1982 — Les Siamoises

### Кіносценарії
- 1942 — La Duchesse de Langeais
- 1943 — Ангели гріху / Les Anges du péché

### Інше
- 1938 — Les Cinq Tentations de La Fontaine
- 1939 — Pleins pouvoirs, ессе
- 1941 — Література / Littérature, есе
- 1947 — Visitations
- 1950 — De pleins pouvoirs à sans pouvoirs
- 1969 — Or dans la nuit (опубліковано посмертно)
- Sans pouvoirs
- Les Contes d'un matin